# Чемпіонат СРСР з легкої атлетики в приміщенні 1971 — Стрибки у довжину (жінки)

## Результати

### Фінал
| Місце | Атлетка           | Регіон         | Місто/Область   | Результат |
| ----- | ----------------- | -------------- | --------------- | --------- |
| 1     | Алла Смірнова     | Білоруська РСР | Мінськ          | 6,38      |
| 2     | Таісія Орлова     | РРФСР          | Московська обл. | 6,23      |
| 3     | Хелена Ринга      | Латвійська РСР | Рига            | 6,17      |
| 4     | Надія Барібан     | РРФСР          | Краснодар       | 6,16      |
| 5     | Ніна Гаврилова    | Ленінград      | Ленінград       | 6,10      |
| 6     | Олександра Гаєва  | УРСР           | Одеса           | 6,00      |
| 7     | О. Коптюх         | РРФСР          | Горький         | 5,98      |
| 8     | Галина Моросанова | Москва         | Москва          | 5,96      |